# Os wormien
Les os wormiens, sont de petits os surnuméraires et inconstants. Ils peuvent apparaître entre les os du crâne au niveau des sutures crâniennes.
Les os wormiens sont classés en deux catégories :
- les os wormiens faux qui se développent à partir de points d'ossification normaux des os du crâne mais restent indépendants comme l'os interpariétal,
- les os wormiens vrais qui se développent à partir d'un point d'ossification anormal situé dans du tissu membraneux ou dans du tissu cartilagineux.

## Os wormiens vrais
Les os wormiens vrais sont classés en trois groupes :
- les os wormiens fontanellaires qui se développent au niveau des fontanelles le plus fréquemment au niveau des fontanelles astérique et ptérique.,
- les os wormiens suturaux qui se développent au niveau d'une suture crânienne en particulier de la suture lambdoïde[3],
- les os wormiens enchassés (ou os wormiens insulés ou os wormiens endocrâniens) qui se développent dans la table interne d'un os du crâne à distance des fontanelles et des sutures, on peut les retrouver au niveau des os frontal, temporal ou sphénoïde.

Des os wormiens exocrâniens peuvent se développer aux dépens de la table externe des os du crâne.

### Os wormiens fontanellaires
L'os wormien glabellaire qui peut se développer à partir de la fontanelle anormale naso-frontale.
L'os wormien obélique ou osselet de Gonthier d'Andernach qui peut se développer à partir de la fontanelle anormale de l'obélion, point d'union de la suture sagittale entre les deux foramens pariétaux.

### Os wormiens suturaux
Les os wormiens suturaux surviennent le plus souvent au niveau de la suture lambdoïde, plus tortueuse que les autres sutures. Ils sont également parfois observés dans les sutures sagittales et coronales.

### Os wormiens enchassés
L'os wormien palatin ou os médio-palatin issu du palais osseux ou du vomer. Il est très rare et peut être uni ou bilatéral.

## Aspect clinique
Les os wormiens sont un marqueur de certaines maladies et sont importants dans le diagnostic de la maladie des os de verre : l'ostéogenèse imparfaite.
Les os wormiens peuvent également être vus dans:
- la pycnodysostose,
- le rachitisme,
- la maladie de Menkès,
- la dyplasie cléidocrânienne,
- l'hypothyroïdie et l'hypophosphatasie,
- la dysplasie fronto-oto-palatodigitale,
- l'acro-ostéolyse,
- le syndrome de Down.

## Étymologie
Les os wormiens portent le nom d'Ole Worm, professeur d'anatomie à Copenhague. Sa description des os extra-suturaux a contribué à la science de l'embryologie.

## Image supplémentaire
|                                     |
| Os wormiens de la suture lambdoïde. |